# Karosa-800

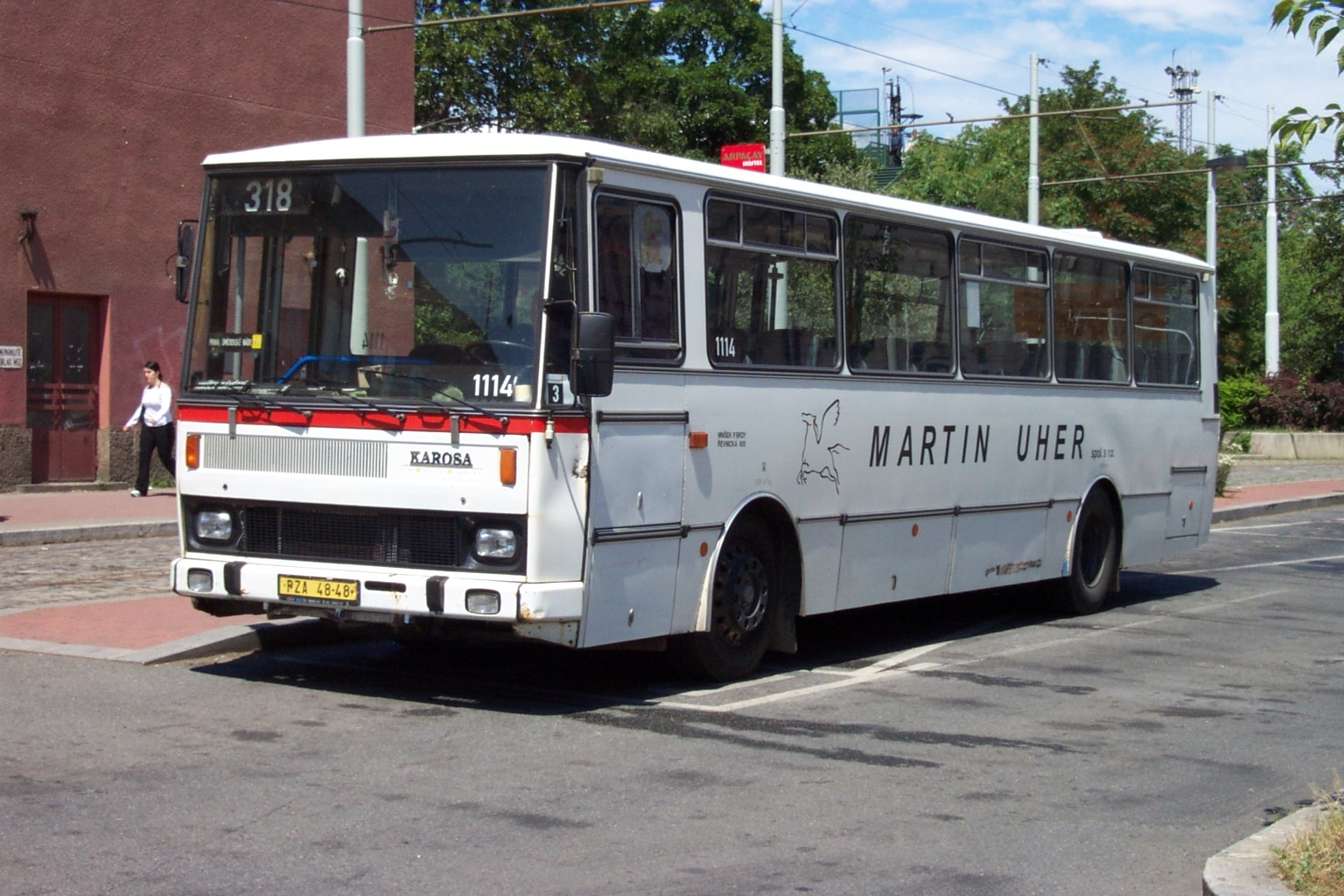
Karosa C 834 в Праге

Karosa-800 — серия высокопольных заднеприводных автобусов большой и особо большой вместимости, производившихся компанией Karosa в городе Високе-Мито в 1987—1999 годах.

## История
Прототипы автобусов Karosa серии 800 были представлены в 1983 году, когда компания Škoda Holding поручила компании Karosa разработать проект автобуса и троллейбуса. Причиной стало стремление компаний Skoda и Citroen и покупателей снизить производственные издержки.
Первые серийные экземпляры были выпущены в 1987 и 1988 годах. В 1997 году компания Karosa сняла с производства автобусы 700-й серии. Вместо этого в некоторых государствах Советского Союза эксплуатировались автобусы 800-й серии.
Последний автобус 800-й серии был снят с производства в 1999 году.

## Модельный ряд
- Karosa B 831 — одиночный городской трёхдверный автобус[1][2].
- Karosa B 832 — одиночный трёхдверный автобус городского и пригородного назначения.
- Karosa C 834 — одиночный двухдверный междугородный автобус[3][4].
- Karosa C 835 — одиночный двухдверный междугородный автобус, предназначенный для обслуживания более длинных маршрутов.
- Karosa B 841 — сочленённый автобус[5][6][7].